# اندیس نقره لخشک
نقره لخشک یک اندیس فلزی است که در حوالی شهر زاهدان استان سیستان و بلوچستان قرار دارد و مادهٔ معدنی موجود در آن، نقره است.سنگ میزبان این اندیس هورنفلس-گرانیتوئید است و دیرینگی آن به دوران پالئوسن می‌رسد. در این اندیس، پاراژنز‌های Sb,Au یافت می‌شوند.